# 小杉美佳
小杉 美佳 （こすぎ みか、1989年4月18日 - ）は日本の歌手、タレント。茨城県桜川市出身。趣味は天体観測・ドライブ・旅行・手芸・料理。特技はフルート・バスケットボール。

## 人物
- 星が好きであり、天文宇宙検定3級を取得している。
- 犬と猫を飼っている。
- 中学時代はマーチングバンド部に所属し、3年連続さいたまスーパーアリーナで開催された関東大会へ出場している。

## 出演

### テレビ・ドラマ
- マジすか学園（2010年テレビ東京）馬路須加女学園2年C組生徒役(レギュラー出演)
- 素直になれなくて（2010年フジテレビ）エモーション店員役(レギュラー出演)
- 間違いだらけ!?あなたの健康ジョーシキ(2010年フジテレビ)VTRドラマ
- 四つ葉神社ウラ稼業 失恋保険〜告らせ屋〜(2011年日本テレビ)聖桜大学動物生態学研究室の研究生(レギュラー出演)
- BOSS(2011年フジテレビ)
- 奇跡ゲッターブットバース!（2011年TBS）-ヘアメイク役
- いばキラTV(2012年)中継レポーター
- 続・最後から二番目の恋（2014年フジテレビ）-カフェ店員役
- とれたてワイドいばらき（2014年NHK水戸放送局)番組出演

### ラジオ
- ラヂオつくば
- IBS（すいたんすいこうのすいすい水曜茨城愛♡）
- FMひたち
- いちはらFMワイド
- WALLOP